# Concilio de Lyon I

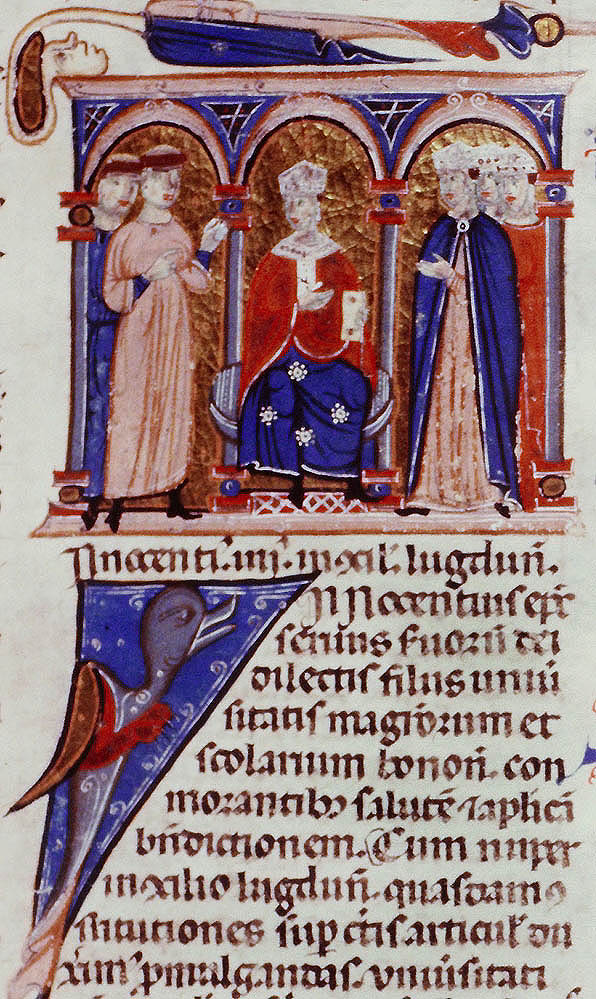
Inocencio IV

El primer Concilio de Lyon es considerado por la Iglesia católica como el XIII Concilio ecuménico y el quinto de los celebrados en Occidente. Se desarrolló en tres sesiones (el 28 de junio, 5 de julio y 17 de julio de 1245) en dicha ciudad francesa.

## Temas tratados
Fue convocado el 3 de enero de 1245 por el papa Inocencio IV al objeto de deponer a Federico II de sus títulos de rey y emperador, acusándolo de usurpador de los bienes y opresor de los bienes de la Iglesia Católica. 
Como fruto de sus tres sesiones se promulgaron 38 cánones en los que:
- se depuso y excomulgó al emperador Federico II,
- se excomulgó a Sancho II,  Rey de Portugal,
- se obligó a los cistercienses a pagar diezmos,
- se decretó el sombrero rojo como propio de la vestimenta de los cardenales
- se hicieron declaraciones rituales y doctrinales a seguir por los griegos ortodoxos como una medida de acercamiento de los mismos.

Se convocó una cruzada (la séptima) de la que se designaría a Luis IX de Francia (San Luis) al mando.
No se promulgaron decretos dogmáticos.
- Datos: Q831522
- Multimedia: First Council of Lyon / Q831522